# Felsőszentmárton
Felsőszentmárton is een plaats (község) en gemeente in het Hongaarse comitaat Baranya. Felsőszentmárton telt 1094 inwoners (2001).